# 白人至上主義
白人至上主義（又译作白人優越主義）是一種種族主義的意識形態，主張白色人種族裔優越於其他族裔。大眾普遍認為，白人優越主義與種族主義，特別是歧視非白人和反猶太主義有關連。白人優越主義者也不認為所有白人都是優秀的，常主張某類歐洲人才是優等人種，膚色與優等程度直接關聯。
白人優越主義被某一些人認為充滿偏見和歧視。被此思想排斥為「劣等」的人種包括印度人、非洲人、阿拉伯人、墨西哥人、猶太人和拉丁美洲族裔膚色較深的人、美洲原住民和其他土著居民。對以最劣等的非洲人，他們會說「黑鬼」等歧視性用語。目前僅有北歐人種（即雅利安人種後代的其中一支），才擁有白裡透紅的膚色，而其他白色人種的膚色皆是米白色或黃色，與現今東亞人種（即蒙古人種的一種）的膚色無異，因此部份較極端的白人優越主義者，認為僅純正的雅利安人種後代才是真正的白色人種，其他的東南歐與東亞的人即使擁有淺膚色也不算在內。
白人優越主義的範疇、性質，和對西方文化的影響一直引起爭議。一些狹義優越主義者認為，歷史上對人類作出貢獻的多是白人，因此白種人優越於其他人種並更應統治其他人種，而很多國家在白人的統治下經濟良好，政治穩定，但當獨立後反而爆發內戰，經濟危機等（如津巴布韋）。而白人分離主義和白人國家主義組織通常使用更狹窄的定義，希望以此區別於其他白人優越主義者。不過他們對外族的觀點通常重疊。在美國重建時期前後幾十年間，白人優越主義在政治、文化和經濟上盛行；在南非的种族隔离時代和纳粹德国統治下的歐洲，這一思想也是同樣盛行。
白人優越主義，像其他優越主義一樣，大多源自民族優越感。它有著不同程度的種族主義和仇外傾向。白人優越主義通常與種族清洗和種族隔離結合，但並不一定是從其而來。

## 歷史
20世紀中葉以前，美國南方的非白人被剝奪選舉權，他們也被禁止參政，甚至不允许在政府部門工作。在美國和加拿大的美洲原住民及在澳大利亚的原住民，常被視為社會進步的障礙，而沒有獲得應有的待遇。
很多被歐洲人殖民的太平洋週邊國家，曾因文化上的考量及維持支配，限制來自亞太國家的移民直至1970年代。美國的某些州份直到1947年還禁止異族通婚（見Loving v. Virginia條）。
罗得西亚（現津巴布韦）直至到1979年，南非直至到1990年代中期，均為白人優越主義的政權。

## 意識形態
雖然白人優越主義者和白人分離主義者都對族裔混和，特別是異族通婚持反对态度。但優越主義者受到納粹影響，更進一步聲稱，「白種人」（僅限北歐或日耳曼民族人）天生優越於其他族裔，因此白種人應該統治他們。這是“白人優越主義者”區別于其他右翼的特徵。

### 新納粹主義
就誰可以被分類為「白種人」和如何判斷一些族裔的優越程度，優越主義者里有相當大的分歧。例如，某些白人優越主義組織認為東歐人和各類南歐人一樣是優越的「白種人」，但其他組織就認為他們是次等的「非白種人」。
持有北歐民族主義和德意志民族主義意識形態的人，僅承認北歐人或日耳曼民族（通常還有凱爾特人）是白種人。這種思想來自納粹主義。不過，關於其他地區，納粹曾因此授予地中海盟友意大利人、東亞盟友日本人和東歐盟友匈牙利人等等一個榮譽雅利安人的稱號。一些現代白人優越主義組織，特別是在德語國家里的，極力宣揚他們和納粹的關係。所以這些組織被集體標簽為新納粹。

### 泛歐洲主義
「泛歐洲主義」是白人優越主義的一種，其接納所有歐洲人為白種人（當然其中也有爭議：究竟誰可說是道地的歐洲人？）。在他們眼中，從淺膚色的瑞典人、英國人和德國人至深膚色的意大利人、西班牙人、葡萄牙人、希臘人，都是泛歐洲人。但也有一些南歐人，如意大利（倫巴底蠻族的後代）、西班牙（伊比利亞蠻族的後代）、希臘（被突厥和斯拉夫蠻族混過血的現代希臘人）、和法國（法蘭克蠻族的後代）的優越主義者，卻認為地中海沿岸的人比源于北歐的人更優越，因為北歐人是蠻族的後裔。
有一些泛亞利安民族主義者接納所有祖先在歐洲的人，包括現在不居住在歐洲的高加索人、一些北非人、中亞和西亞人。可是，不是所有在這些地區內的人都被看做「白種人」。以西亞人為例，敘利亞人、黎巴嫩人、部份土耳其人和伊朗人都被優越主義者接納為白種人。但是，沙特阿拉伯和也門人都不被接納。現在居住在南亞的高加索人（巴基斯坦人、印度人等等）通常也不被接納。
很多信奉種族主義的人都不會用「優越主義者」這字眼，因為它帶有欲統治其他民族的含義。但兩者都相信白色人種優越於其他民族。這些種族主義思想的差異最能被德國哲學家叔本華所代表。他譴責美國奴隸制度，但又持有鮮明的種族階級歷史觀。他把卓越文明歸於「白色人種民族」，說他們因在嚴峻的北方生存，而獲得敏銳和智慧：「最高的文明和文化，除了古印度人和古埃及人外，就只出現於白色人種民族內；就連在很多深膚色的民族中，其統治階級或種族的膚色都比其他人潔白。因此，事實上他們是從外遷移來的。譬如：波羅門人、印加人、和南海列島的統治者。這都是因為「人之所需是發明之母」之原因，因為那些種族部落在早期已向北方遷徙，因而漸漸地變成白人。他們發展他們所有的智力，去發明或改進所有的工藝，與需求、不足和貧困搏斗。這些事情都是出於氣候的關係。這樣他們只有去幹，為了去補償自然界的吝嗇。因而，就出現了他們的高度文明。」（Parerga and Paralipomena, Volume II, Section 92）

### 宗教異端
在美國，白人優越主義運動被指與基督信仰的基本教義派有關。但大多數基督徒都指責其運動完全沒有基督教色彩。基督徒身份認同與白人優越主義十分接近，他們趨向於認為其他基督教支派是異端。有些白人優越主義者，如Matthew F. Hale，在宣稱信仰基督的同時，卻認為以暴力實現自己的目的是恰當的；他還藐稱主流基督信仰為雜種或「自殺」式信仰。
有一些白人優越主義團體也從事日耳曼新異教運動。大多數新異教主義者否定白人優越主義，但也有少部份以宗教合理化優越主義。一些日耳曼新異教（如Odinism）宣揚二元論的宇宙，它是由「光明世界」（白人）和「黑暗世界」（非白種人）組成的。日耳曼新異教主義者和基督徒身份教派沒有關係，二者在意識形態上最基本的分別在於，新異教主義者相信舊有的北歐神話而不相信耶穌之神格。有一些團體，例如南非的Boeremag，也把基督元素和異教元素結合。
不是所有的白人優越主義者都以宗教為本。如美國納粹黨或者希臘的金色黎明等組織，他們的主要動機是在政治上，而非宗教上。美國最廣為人知的白人優越主義組織三K黨，其宣揚的種族隔離主義就不是基於宗教理念。縱使有一些三K黨成員可能是公開的基督徒。
另一方面，也有一些徹底的白人優越主義者，反對包括基督教在内的閃米特宗教。他們典型的觀點是：“確實，现在有組織的基督教是西方和白人的敵人”（Samuel Francis）。這些人以現代西方文化、古希臘文化、古羅馬文化以及日爾曼文化為榮。他們認為基督教並非西方文化，而是中東的宗教。他們中的很多人不同意被稱為白人優越主義者，他們往往自稱為白人國家主義者。但有人认为白人國家主義者是新納粹分子。

## 組織分佈
在大部份白人為主的國家都能找到白人優越主義組織，包括美國、加拿大、澳洲、紐西蘭、南非、歐洲和拉丁美洲國家。在這些地方，公開持有優越主義觀念的人占總人口很小一部份，而其中活躍的成員更少。
近25年來，因為歐盟的多元文化主義，開放邊境，人口自由流動及降低输入移民限制的政策，非白人大量移民到較先進的歐洲國家如法、德等國，刺激了此類組織的成員增加。白人優越主義支持者示威和仇恨罪行都有所增加。
一些新納粹組織的軍事化行動引起了執法者注意。歐洲國家由於受第二次世界大戰影響，白人優越主義組織被各種不同法律遏制。

## 暴力行動主義
最近一些「創造論運動」參與者表現了白人優越主義暴力化的現象。該教派創始人相信，一個人的族裔就是他的宗教。除此以外，他還宣揚猶太人控制美國政府、國際銀行、傳播媒體的陰謀論，這與基督徒身份教派相似。這個宗教認為，遲早會有一次種族聖戰，叫做RAHOWA，把猶太人和「爛泥種族」從世界上剷除。
1990年代初，這個宗教的會員人數有顯著增長，這是因為千禧年鄰近，相信世界末日的人認為種族聖戰將要開始。1996年，一個被伊利诺伊州吊銷律師執照的人Matthew F. Hale，成為「創造者之世界教會」領導人。他把該組織的名字改為「創造論運動」，以給人它是一個廣泛運動的印象。
近年來，這個組織的成員主動挑起多起暴力行動，包括在南弗羅里達州數次以種族仇恨為動機的毆打案。2005年，四名創造論運動成員為「革命」籌錢，搶劫一個猶太人開的影視店，并因用手槍揮打店東而被判有罪。
一些白人優越主義者願意為這一信仰殉教。例如「規律派」組織領導人Robert Jay Mathews，為運動籌款進行了多次搶劫，最後與執法人員槍戰被燒死。還有William King，他在1998年參與虐殺一名黑人被判死刑，並以此事為傲。

## 組織分裂
很多白人優越主義組織已呈現出容易分裂的趨向。根據互聯網上觀察，白人優越主義運動顯示出很多內亂。在政治譜本裡，與它反極方向的政治運動也有相似特徵。多個組織都有不和與敵對，不同人物間也有廣泛的爭執。可以看得出在這運動中有太多人想作領導者而沒人想做隨從者。
比較不極端的白人優越主義者，如白人民族主義和舊保守主義的信徒，往往被極端白人優越主義者指為懦夫和叛徒。而信仰上述兩個觀點的人認為，白人優越主義者和新納粹敗壞了所有右翼的名譽。

## 現代白人優越主義者
以下是當代公開支持白人優越主義的名人，他們也主要因偏激的信仰成名。大多數人都不願與白人優越主義及種族主義有牽連。他們認為兩者不應混為一談，後者帶有貶義。白人民族主義擁護種族隔離、民族主義，他們反對多元種族混居；白人優越主義者則訴求多種族混居，一個種族統治其他種族。
| 澳洲 - Jack van Tongeren - 保琳·汉森（韩宝琳） 加拿大 - Don Andrews - George Burdi（前白人優越主義者） - Paul Fromm - Wolfgang Droege - Marc Lemire - Donna Upson - 恩斯特·曾德爾 德國 - Wolf Rüdiger Hess - 霍爾斯特·馬勒 - Christian Worch 挪威 - 灣岬狼 南非 - 尤金·特雷布蘭奇 瑞典 - Robert Vesterlund | 英國 - John Bean - Andrew Brons - Mark Collett - David Copeland - Ray Hill - Derek Holland - Tom Holmes - Colin Jordan - David Kerr - Michael McLaughlin - David Myatt - Charlie Sargent - John Tyndall - Richard Verrall - Martin Webster - Martin Wingfield | 美國 - Don Black - Richard Girnt Butler - Willis Carto - Frank Collin - 大衛·杜克 - Leo Felton - Matthew F. Hale - August Kreis III - David Lane - Alex Linder - Martin Lindstedt - James Mason - Tom Metzger - Glenn Miller - 威廉·皮爾斯 - Ingrid Rimland - Benjamin Nathaniel Smith - Hal Turner - Bill White - James Wickstrom - Samuel Francis |

## 經濟活動
雖然二十世紀一些將黑人種族隔離的國家陸續解除隔離政策，取得表面上的平權，但是掌權的白人仍然擁有不少資產，可以利用經濟主宰，推行他們的普世價值，間接控制非白人的資產

## 外部連結
被指為或自認是白人優越主義者之網區：
- 歐洲血統南非人抵抗運動網區 （页面存档备份，存于）
- Solar General （页面存档备份，存于）世界上最大的白人國家主義者媒體存檔
- BNP網區 （页面存档备份，存于）
- 歐洲帝國Norman Lowell的網區，他是以馬爾他為基地的種族主義組織「歐洲帝國」的領導人
- Stormfront首頁 （页面存档备份，存于）
- 國家前鋒首頁 （页面存档备份，存于）
- 國家聯盟首頁
- 前鋒新聞網絡首頁
- 泛亞利安國家前線首頁
- The Phora - 種族主義的文化 （页面存档备份，存于）
- 異議之始討論會 (白人優越主義者和基督信徒國家主義者結合之網區) （页面存档备份，存于）
- 亞利安眾國網區 （页面存档备份，存于） - 由August Kreis III（英语：August Kreis III）領導